# Aeropuerto Internacional de Sarasota-Bradenton
El Aeropuerto Internacional de Sarasota-Bradenton o el Sarasota-Bradenton International Airport (IATA: SRQ, OACI: KSRQ, FAA LID: SRQ) es un aeropuerto localizado en Sarasota, Florida justo al sur de Bradenton, Florida. El aeropuerto es compartido por el condado de Manatee (aeródromo) y el condado de Sarasota (terminal).

## Aerolíneas y destinos

### Pasajeros
| Aerolíneas           | Destinos |
| -------------------- | --- |
| Air Canada           | Estacional: Toronto–Pearson |
| Allegiant Air        | Akron/Canton, Albany, Allentown, Appleton, Asheville, Austin, Cedar Rapids/Iowa City, Cincinnati, Columbus–Rickenbacker, Elmira, Grand Rapids, Greenville–Spartanburg, Harrisburg, Indianápolis, Knoxville, Lexington, Mineápolis/St. Paul, Moline/Quad Cities, Nashville, Omaha, Pittsburgh, Plattsburgh, Portsmouth, Roanoke, Toledo (inicia el 20 de noviembre de 2025), Washington–Dulles Estacional: Belleville/St. Louis, Boston, Chicago/Rockford, Des Moines, Flint, Fort Wayne, Louisville, Peoria, Siracusa, South Bend, Tulsa |
| American Airlines    | Charlotte, Dallas/Fort Worth, Washington–National Estacional: Chicago–O'Hare, Filadelfia |
| American Eagle       | Miami (reinicia el 3 de noviembre de 2025), Filadelfia Estacional: Charlotte |
| Avelo Airlines       | New Haven Estacional: Wilmington (DE) |
| Breeze Airways       | Hartford, Providence Estacional: Akron/Canton, Long Island/Islip, Portland (ME), Raleigh/Durham, Richmond, White Plains |
| Delta Air Lines      | Atlanta, Detroit, Mineápolis/St. Paul, Nueva York–LaGuardia |
| Delta Connection     | Estacional: Boston, Nueva York–JFK (inicia el 20 de diciembre de 2025) |
| Frontier Airlines    | Chicago–O'Hare, Cincinnati, Filadelfia Estacional: Cleveland |
| JetBlue Airways      | Nueva York–JFK Estacional: Boston |
| Southwest Airlines   | Baltimore, Chicago–Midway, Columbus–Glenn, Dallas–Love, Indianápolis, Nashville, Orlando, Pittsburgh, San Luis Estacional: Albany, Búfalo, Cleveland, Denver, Houston–Hobby, Kansas City, Milwaukee |
| Sun Country Airlines | Estacional: Mineápolis/St. Paul |
| United Airlines      | Chicago–O'Hare, Newark Estacional: Denver |
| United Express       | Estacional: Houston–Intercontinental |

### Destinos internacionales
Se ofrece servicio a 1 destino internacional (estacional), a cargo de 1 aerolínea.
| Ciudades por países                                | Nombre del aeropuerto                    | Aerolíneas              |
| Norteamérica                                       | Norteamérica                             | Norteamérica            |
| -------------------------------------------------- | ---------------------------------------- | ----------------------- |
| Canadá (1 destino, 1 aerolínea)                    |                                          |                         |
| Toronto                                            | Aeropuerto Internacional Toronto Pearson | Air Canada (Estacional) |
| Total: 1 destino (estacional), 1 país, 1 aerolínea |                                          |                         |

## Enlaces externos

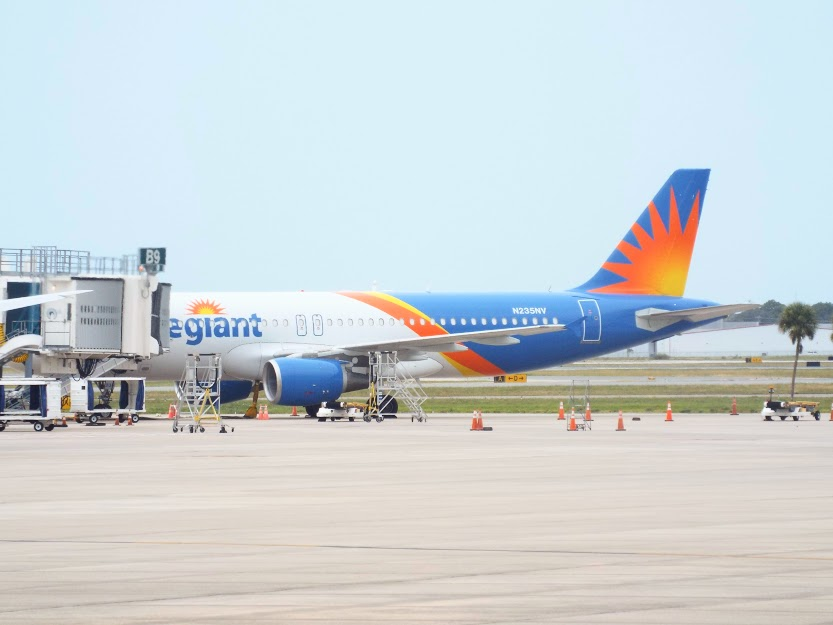
Un A320 de Allegiant Air en SRQ.

## Estadísticas

### Tráfico Anual
| Año  | Paasajeros | % Cambio |
| ---- | ---------- | -------- |
| 2018 | 1,371,888  | 16.13%   |
| 2019 | 1,966,950  | 43.38%   |
| 2020 | 1,236,986  | 37.11%   |
| 2021 | 3,163,543  | 60.83%   |
| 2022 | 3,847,606  | 21.62%   |
| 2023 | 4,322,402  | 12.34%   |
| 2024 | 4,245,686  | 1.77%    |